# Kevin Sullivan
Kevin Francis Sullivan (Boston, 26 de octubre de 1949-Concord, 9 de agosto de 2024) fue un luchador profesional estadounidense y booker.

## En lucha
- Movimientos finales
  - Double foot stomp[3][4] (aka Devil Stomp)

- Movimientos de firma
  - Diving knee drop[5]
  - Fireball
  - Golden Spike (Thumb chokehold)[3]
  - Shoulderbreaker
  - Tree of woe[3]

- Mánager
  - Abudadein
  - Oliver Humperdink[6][7]
  - Fallen Angel/Woman
  - Gary Hart
  - Damien Kane
  - Paul E. Dangerously
  - Sherri Martel
  - King Curtis
  - Jimmy Hart[8]
  - Jacquelyn
  - Leia Meow
  - "Gentleman" Jim Holiday
  - Jonnie Stewart
  - Sdam Simms Northwest SCW wrestling

- Luchadores dirigidos
  - Cactus Jack
  - The Giant
  - Billy Graham
  - One Man Gang
  - Oz

## Campeonatos y logros
- Central States Wrestling

- NWA World Tag Team Championship (Central States version) (1 vez) – con Ken Lucas

- Century Wrestling Alliance

- CWA Heavyweight Championship (1 vez)

- Championship Wrestling from Florida

- NWA Florida Heavyweight Championship (1 vez)
- NWA Florida Tag Team Championship (2 veces) – con Mike Graham
- NWA Southern Heavyweight Championship (Florida version) (4 veces)

- Eastern Championship Wrestling

- ECW Tag Team Championship (2 veces) – con The Tazmaniac1

- Georgia Championship Wrestling

- NWA Georgia Junior Heavyweight Championship (2 veces)
- NWA Georgia Tag Team Championship (1 vez) – con Tony Atlas
- NWA National Television Championship (2 veces)

- Gulf Coast Championship Wrestling / Southeastern Championship Wrestling

- NWA Southeast Continental Heavyweight Championship (2 veces)
- NWA Southeastern Tag Team Championship (2 veces) – con Ken Lucas
- NWA Southeastern United States Junior Heavyweight Championship (2 veces)
- NWA United States Tag Team Championship (Gulf Coast version) (1 vez) – con Ken Lucas

- Jim Crockett Promotions / World Championship Wrestling

- NWA United States Tag Team Championship (1 vez) – con "Dr. Death" Steve Williams
- WCW World Tag Team Championship (1 vez) – con Cactus Jack

- NWA Mid-America / Continental Wrestling Association

- NWA Mid-America Television Championship (1 vez)
- NWA Southern Tag Team Championship (Mid-America version) (1 vez) – con Len Rossi
- NWA World Tag Team Championship (Mid-America version) (2 veces) – con Robert Fuller (1), y Mike Graham (1)

- Pro Wrestling Illustrated

- PWI Most Improved Wrestler of the Year (1981)
- Situado en el #106 de los "PWI 500" en 2003

- Southern Championship Wrestling

- NWA Southern Heavyweight Championship (Tennessee version) (1 vez)

- Southwest Championship Wrestling

- SCW Southwest Heavyweight Championship (1 vez)

- Wrestling Observer Newsletter awards

- Worst Worked Match of the Year (1996) with Arn Anderson, Meng, The Barbarian, Ric Flair, Lex Luger, Z-Gangsta and The Ultimate Solution vs. Hulk Hogan and Randy Savage, WCW Uncensored, Towers of Doom match, Tupelo, MS, March 24